# Liamone (traghetto)
Il Liamone è stato un traghetto veloce appartenuto alla SNCM dal 2000 al 2009.

## Servizio
Varato il 6 novembre 1999 con il nome di Liamone nel cantiere navale Chantiers Alstom Leroux Naval di Lorient, viene consegnato il 31 maggio del 2000 alla compagnia nazionale SNCM.
Dal 1 giugno 2000 prende servizio sui collegamenti tra Nizza e la Corsica, rendendo possibile il collegamento in circa 2h e 55 minuti grazie alla sua grande velocità.

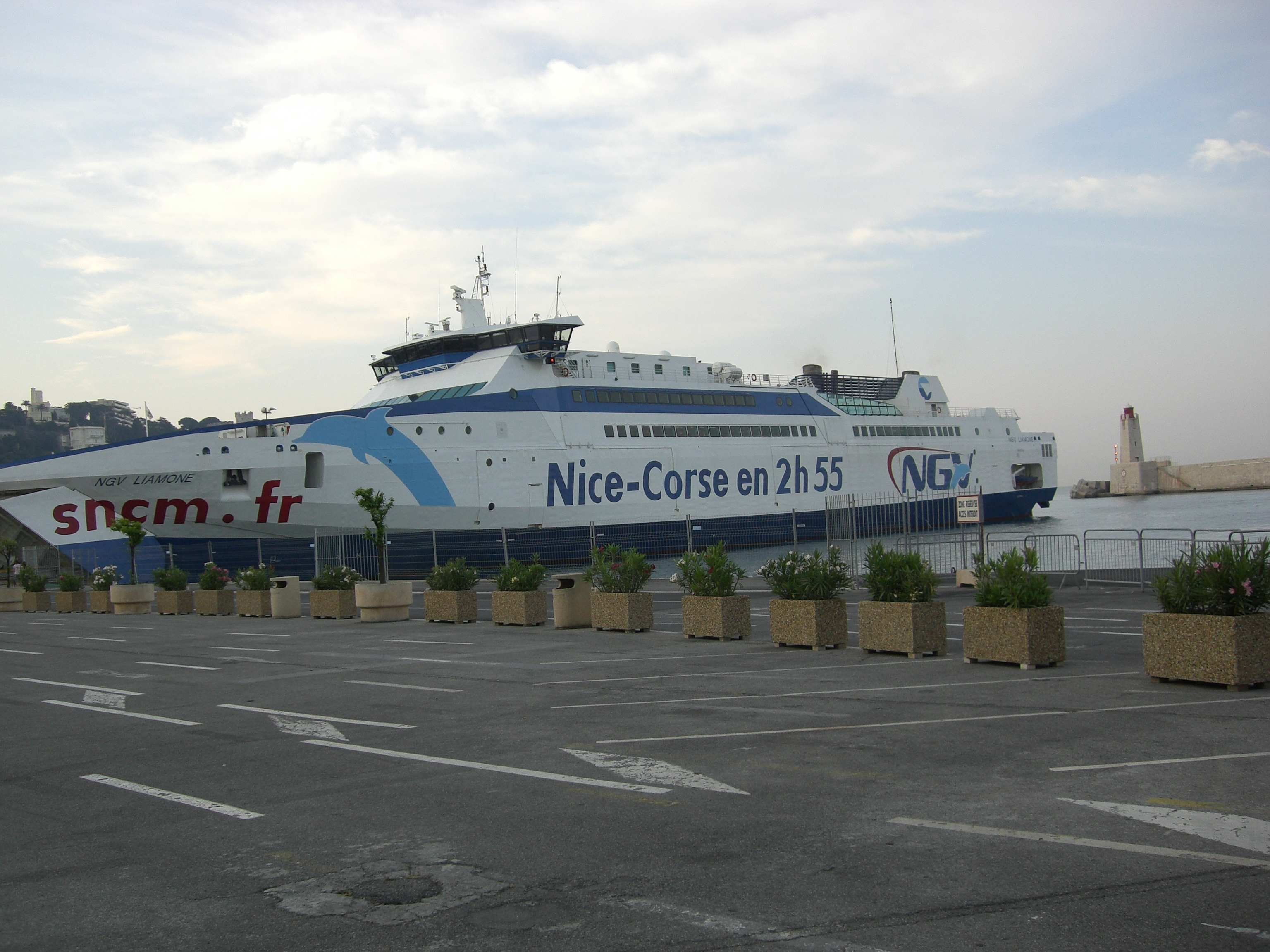
Il Liamone ormeggiato di prua a Calvi.

Il 28 dicembre 2000 viene danneggiato durante una traversata con condizioni meteo avverse e viene posto in cantiere a Marsiglia.
Dal 20 giugno 2001 entra in servizio sulla Tolone-Ajaccio.
Il 27 settembre 2009, diventato insostenibile a causa degli elevati consumi viene disarmato a Tolone e messo in vendita.
A novembre 2009 viene ceduto alla polinesiana Raromatai-ferry e ribattezzato a gennaio 2010 King Tamatoa.
Il 16 gennaio 2010 parte da Tolone per Papeete, dove giunge dopo aver scalato a Fort de France per operazioni di bunkeraggio il 29 gennaio.
Il 31 marzo 2010 prende servizio per la nuova compagnia nel collegamento tra Tahiti, Huahine, Raiatea e Bora Bora.
Il 7 luglio 2010 viene posto sotto sequestro a Nouméa.
Il 22 maggio 2012 parte per il cantiere navale di Kaohsiung, dove subisce pesanti lavori di manutenzione ed il 27 giugno successivo arriva a Keelung.
Nell'ottobre del 2012 viene ceduto alla BA FWU Industry Co Ltd e prende, venendo ribattezzato Tai Min Star e prendendo servizio sotto le insegne della Strait Express.

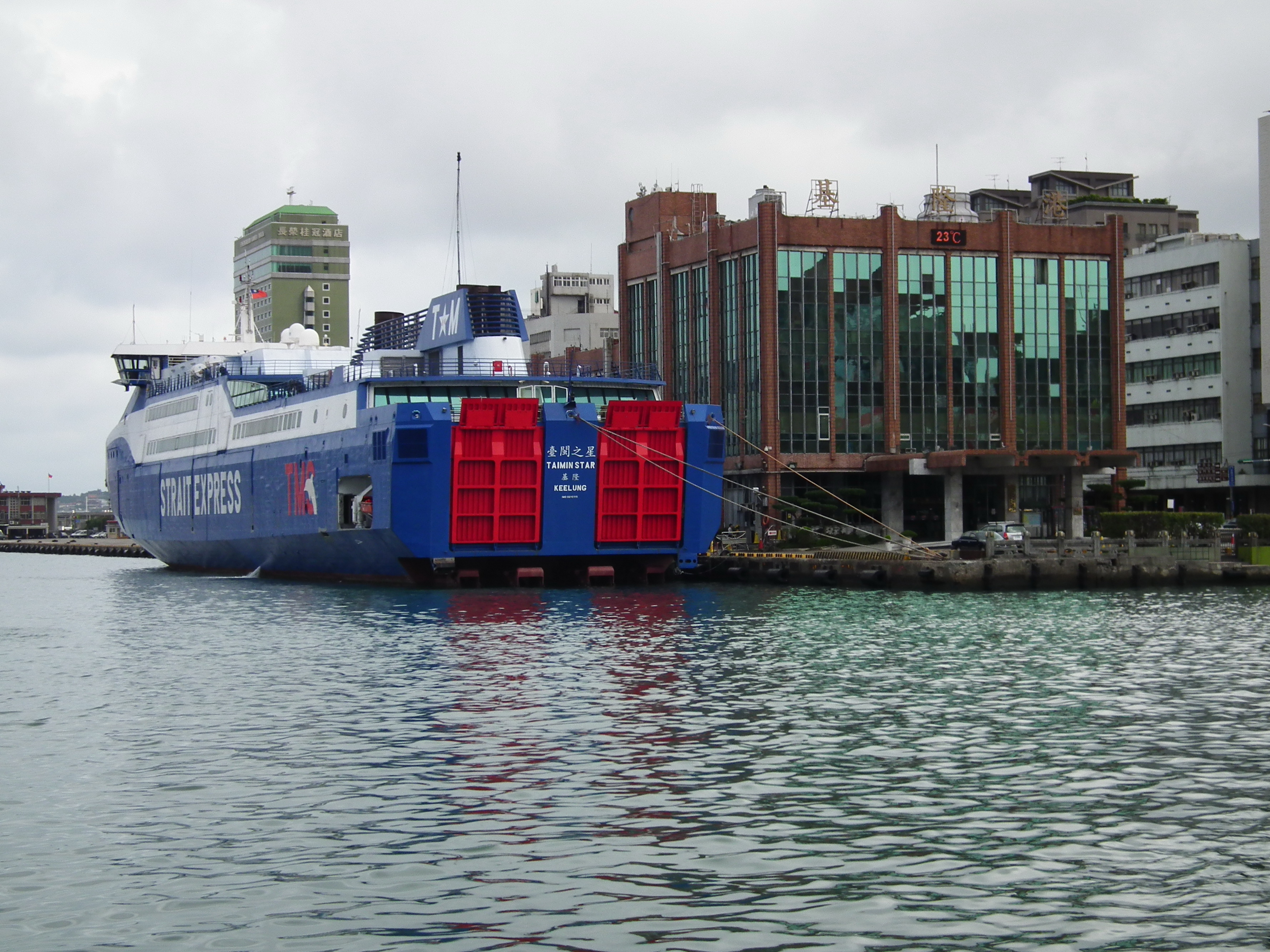
Il Tai Min Star ormeggiato a Keelung nel 2012.

Il 29 maggio 2016 viene disarmato nel porto di Tainan, rimanendovi fino al settembre del 2020, quando viene smantellato nel vicino cantiere navale.